# RocketDock
RocketDock es un programa informático diseñado para Windows 2000 o superior , aportando una barra de tareas parecida a la que tienen los usuarios del sistema operativo de Apple Inc.. Es un programa freeware creado por Punk Software. Muestra accesos directos a programas y miniaturas de las ventanas minimizadas al estilo Mac OS X, y miniaturas animadas en Windows Vista.

## Descripción
Las miniaturas de ventanas minimizadas (actualizadas en vivo) como la barra de tareas de Mac OS X, mostradas por RocketDock, son compatibles con los temas de MobyDock, ObjectDock, RK Launcher y Y'z Dock , y la API Docklet abierta al público, es totalmente compatible con la Stardock ObjectDock, ya que se creó a partir de ella.
La galería RocketDock tenía una comunidad próspera donde los usuarios podían cargar y compartir máscaras, íconos, Docklets, fondos de pantalla y otros recursos de personalización para la aplicación. Sin embargo, PunkLabs cerró la galería RocketDock el 6 de agosto de 2018. Al visitar el enlace ahora se redirige al sitio oficial de los desarrolladores de RocketDock, donde está disponible una descarga gratuita de RocketDock.

## Características
Las principales características son:
- Minimizar ventanas a la barra
- Visualización de las ventanas en tiempo real (Solo Windows Vista)
- Función "Drag-n-drop"
- Animaciones en los iconos (zoom y transición suave)
- Opciones de posición
- Customizable al 100%
- Totalmente portable
- Soporta la barra ObjectDock
- Compatible con skins de MobyDock, ObjectDock, RK Launcher y Y'z
- Funciona perfecto en computadoras lentas
- Soporta múltiples lenguajes

## Requisitos mínimos
- Windows 2000, XP, Windows Vista, Windows 7, Windows 8, Windows 8.1, Windows 10, Windows 11 y/o versiones posteriores.[1]
- Procesador de 500 MHz o superior.
- 10 MB de memoria RAM libres.

## Programas similares
Existen otros programas que ofrecen características parecidas como:
- ObjectDock
- XWindows Dock
- Y'z Dock
- RK Launcher